# Take Five
För pojkbandet, se Take 5.
Take Five är en klassisk jazzlåt, först inspelad av Dave Brubeck Quartet. 
Take Five gavs ut på albumet Time Out 1959 och kom på singel två år senare. Låten är komponerad av saxofonisten Paul Desmond, och blev känd för sin distinkta, fängslande saxofonmelodi. Namnet till låten kom av den (då) ovanliga taktarten, fem fjärdedels takt. Take Five var inte den första jazzkompositionen i denna taktart, men den var den första som blev allmänt känd i Amerika. Den blev en hit på radion, under den tid då rock 'n' roll var den moderna musiken. Den är också känd för trumsolot av Joe Morello. 

## Inspelningar
- 1961: En version med text skrevs av Dave Brubeck och hans fru Iola och sjöngs av Carmen McRae.
- 1962: Monica Zetterlund spelade in sin version med svenska titeln "I New York" med text av Beppe Wolgers.
- 1968: Val Bennett, jamaicansk tenorsaxofonist, en version i reggaetakt med titeln The Russians are Coming.
- 1975: George Benson har framfört den här låten live då han spelade melodin på gitarr, på sitt livealbum George Benson In Concert - Carnegie Hall.
- 1996: Al Jarreau spelade in sin version på sin skiva Best of Al Jarreau.
- 1997: Jazzsångerskan och pianisten Aziza Mustafa Zadeh gjorde sin version på sitt album Jazziza.
- 2011: En crossover-version från Pakistan med stor stråkorkester och traditionella instrument från Indien/Pakistan som tablas och sitar. Sachal Studios Orchestra, Lahore, Pakistan. D.O.P. Naveed Bahar, Producerat av Izzat Majeed och Musthaq Soofi.